# Stanisław Szwedow
Stanisław Szwedow, ros. Станислав Шведов (ur. 24 listopada 1998 w Ałmaty) – kazachski piłkarz wodny grający na pozycji środkowego obrońcy, reprezentant Kazachstanu, olimpijczyk z Tokio 2020.

## Życie prywatne
Jest synem Aleksandra Szwedowa, również waterpolisty i olimpijczyka. Piłkę wodną rozpoczął trenować w wieku 13 lat. W 2020 otrzymał tytuł Mistrza Sportu Kazachstanu.

## Kariera reprezentacyjna
Od 2015 reprezentuje Kazachstan na zawodach międzynarodowych. Z reprezentacją uzyskał następujące wyniki:
| Rok  | Impreza                            | Miejsce   | Pozycja     |      |                                                 |        |            |
| ---- | ---------------------------------- | --------- | ----------- | ---- | ----------------------------------------------- | ------ | ---------- |
| Rok  | Impreza                            | Miejsce   | Pozycja     | 2015 | Mistrzostwa Świata Juniorów w Piłce Wodnej 2015 | Ałmaty | 9. miejsce |
| 2017 | Mistrzostwa Świata w Pływaniu 2017 | Budapeszt | 11. miejsce |      |                                                 |        |            |
| 2019 | Mistrzostwa Świata w Pływaniu 2019 | Gwangju   | 14. miejsce |      |                                                 |        |            |
| 2021 | Letnie Igrzyska Olimpijskie 2020   | Tokio     | 11. miejsce |      |                                                 |        |            |